# Дейкалівська сільська рада
Дейкалівська сільська рада — колишній орган місцевого самоврядування у Зінківському районі Полтавської області з центром у селі Дейкалівка.

## Населені пункти
Сільраді були підпорядковані населені пункти:
- c. Дейкалівка
- с. Іщенківка
- с. Підозірка
- с. Піщанка